# Morphologie du nom en français
Pour un article plus général, voir Nom en français.
En grammaire française, la catégorie du nom est susceptible de varier selon le genre grammatical (masculin ou féminin) et selon le nombre grammatical (singulier ou pluriel). Ce genre et ce nombre sont généralement indiqués par le déterminant. 

## Genre du nom
Le français a deux genres : les noms sont soit masculins, soit féminins.  
Le français a perdu l'usage de noms neutres qui existait en latin, et reste présent  par exemple en grec, allemand ou dans les langues slaves (voir Genre grammatical). Seuls certains pronoms (on, ce, ceci, cela, ça, y, en, quelque chose, autrui…) ainsi que les formes verbales impersonnelles (infinitif, participe présent…) peuvent être considérés comme neutres. 
Le genre d'un nom renvoyant à un animé sexué (être humain ou animal) correspond habituellement à son sexe (masculin pour le sexe mâle, et féminin pour le sexe femelle), mais il existe des exceptions. Par exemple, le nom basse est du genre féminin bien que désignant un individu de sexe mâle, possesseur de ce type de voix (même phénomène pour : une brute, une ordonnance, une sentinelle, une vedette, une victime). Inversement, le nom soprano est du genre masculin bien que désignant (le plus souvent) un individu de sexe féminin, possesseur de ce type de voix. On notera également qu'un grand nombre de noms exclusivement masculins peuvent désigner des humains de sexe féminin : un escroc, un individu, un laideron, un mannequin, un médecin, un témoin. 
Par ailleurs, un très grand nombre de noms d'animaux sexués ne possèdent qu'un genre. Par exemple, le nom phoque est exclusivement du genre masculin, tandis que le nom girafe est exclusivement du genre féminin.
Certains noms sont dits épicènes (c'est-à-dire que leur forme est la même pour les deux genres, une forme mixte, donc), et dans ce cas, seul le déterminant permet de préciser le genre : « Un enfant, une enfant »
D'autres noms possèdent un homonyme du genre opposé, et dans ce cas, le déterminant, en indiquant le genre, indique également le sens : Un livre / une livre ; le physique / la physique ; un somme / une somme.

### Fréquence et évolution
Le français comporte « à peu près autant de noms masculins que de noms féminins ». Plus exactement, sur un échantillon de 11 000 noms, 56 % sont masculins et 44 % sont féminins. Les néologismes sont plus souvent masculins. Plus généralement la prééminence du genre masculin est due à son statut de « genre non marqué ». En effet le masculin est souvent utilisé pour décrire des concepts « neutres ». Pour les emprunts, le français conserve souvent le genre de la langue d'origine. Si le mot est du genre neutre, comme en allemand, il devient souvent masculin en français. Dans le cas où la langue d'origine ne dispose pas de genres, comme en anglais, la grande majorité (plus de 80 %) des emprunts deviennent masculins.

### Principe duefinal au féminin
Lorsqu'un nom concerne une personne ou un animal sexué, et à part les exceptions signalées ci-dessus, ce nom doit normalement prendre la marque de l'un et de l'autre genre. Si l'on part d'un nom masculin, c'est en principe le « e » final qui constitue la marque du féminin : 
- Le marchand / La marchande.

Donc, un nom terminé par « e » au masculin doit normalement rester invariable au féminin (forme épicène) : 
- Un adulte / une adulte ; un artiste / une artiste ; un élève / une élève ; un journaliste / une journaliste ; un libraire / une libraire ; un secrétaire / une secrétaire…
- Exceptions :
  - le maître / la maîtresse ; l'âne / l'ânesse ; le comte / la comtesse ; l'hôte / l'hôtesse...

Les noms tronqués restent également invariables au féminin :
- Le prof / la prof ; le dactylo / la dactylo ; un para (-chutiste) / une para ; le métallo / la métallo...

### Exceptions au principe

#### Mots masculins terminés par «-teur»
- Le féminin des mots masculins terminés par « -teur » se termine par « -teuse », à condition qu'il existe un verbe correspondant comportant un « t » dans sa terminaison :
  - Un chanteur / une chanteuse (verbe chanter) ; un rapporteur / une rapporteuse (verbe rapporter) ; un menteur / une menteuse (verbe mentir)...
  - Exceptions :
    - Un éditeur / une éditrice ; un inspecteur / une inspectrice ; un exécuteur / une exécutrice...

- Ce féminin se termine par « -trice » lorsqu'il n'existe aucun verbe correspondant comportant un « t » dans sa terminaison :
  - Un éducateur / une éducatrice ; un lecteur / une lectrice ; un rédacteur / une rédactrice ; le directeur / la directrice...
  - Exception :
    - Le docteur / la doctoresse

#### Mots masculins terminés par «-eur»
- Le féminin des mots masculins terminés par « -eur » (autres que ceux terminés par  « -teur ») se termine par « -euse », à condition qu'il existe un verbe en rapport sémantique direct :
  - Un carreleur / une carreleuse (verbe carreler) ; un chercheur / une chercheuse (verbe chercher) ; un vendeur / une vendeuse (verbe vendre)...
  - Exception :
    - Un chasseur / une chasseresse

- Ce féminin revêt des formes différentes lorsqu'il n'existe aucun verbe correspondant :
  - Un chroniqueur / une chroniqueuse ; un ambassadeur / une ambassadrice ; un empereur / une impératrice...

- Et beaucoup de noms masculins ne possèdent pas de féminin « naturel » :
  - Un ingénieur, un procureur, un professeur...

#### Mots masculins terminés par une consonne
- Le féminin des mots masculins terminés par une consonne (autre que « -eur ») suit habituellement la règle de l'adjonction du « e » final (un ami / une amie):
  - un éléphant / une éléphante

- Ce principe entraîne parfois une consonne redoublée, une modification d'accent, un changement de lettre ou encore, une modification de prononciation : 
  - Un chat / une chatte ; un lapin / une lapine ; un époux / une épouse ; un veuf / une veuve ; un bourgeois / une bourgeoise ; un épicier / une épicière…
  - Exceptions : 
    - Le héros / l'héroïne ; le compagnon, la compagne…

#### Noms complètement différents
- L'homme / la femme ; le garçon / la fille ; le frère / la sœur ; le cerf / la biche ; le cheval / la jument…

### Féminisation des noms de métiers
(Voir l'article plus complet Féminisation des noms de métiers en français)
Nous savons que de nombreux noms de personnes ne possèdent qu'un genre, genre qui ne correspond absolument pas au sexe du référent : 
- Par exemple, un « tyran » ou un « génie » ont beau être du genre masculin, ils n'en sont pas moins capables de désigner un homme aussi bien qu'une femme.
- De la même façon, une « canaille » ou une « andouille » ont beau être du genre féminin, ils sont cependant susceptibles de désigner un individu de n'importe quel sexe.

On dit parfois dans ce cas que de tels noms ont une valeur sémantiquement neutre du point de vue du sexe de la personne désignée (le référent humain). 
- Cependant, de nombreux usagers de la langue française font à ce propos un certain nombre d'observations : 
  - Un grand nombre de noms de métiers (ou de fonctions) n'existent qu'au masculin : 
    - Ministre ; préfet ; magistrat ; chef ; marin ; médecin…

  - Lorsque les noms féminins existent, ils ont souvent une connotation péjorative : 
    - Maître (celui qui commande ou celui qui possède un savoir) / maîtresse (objet sexuel)
    - Entraîneur (un sportif expérimenté) / entraîneuse (objet sexuel) ; etc.

- Dans la perspective de corriger ces « anomalies lexicales », et afin que l'évolution de la société soit reflétée dans la langue officielle, un certain nombre de lois ont été votées depuis les années 1980, dans plusieurs pays francophones, visant à forcer les règles traditionnelles de la grammaire en matière de formation du féminin, de sorte que pour tout métier ou fonction, il puisse exister, à côté de la forme masculine, une forme féminine, bien sûr dépourvue de toute connotation péjorative.

- De nombreux grammairiens se sont insurgés contre cette prise de pouvoir du politique sur le linguistique, estimant que l'État n'avait pas à intervenir dans ce genre de question, et accusant au passage les politiciens ayant donné suite à cette initiative, d'opportunistes ou de démagogues…

- Cette initiative a eu pour conséquence l'apparition de nouveaux noms féminins : 
  - Une ministre ; une peintre ; une maçonne ; une préfète ; une magistrate ; une agente ; une chercheuse ; une contrôleuse ; une professeur; une professeure

- C'est ainsi que désormais, les partisans de l'évolution « forcée » (ceux qui jugent nécessaire l'intervention de la loi) diront par exemple : Une ministre, tandis que les partisans de l'évolution « naturelle » (ceux qui préfèrent le respect de l'usage) continueront de dire, par exemple : Une femme ministre (ou un ministre femme).

## Nombre du nom
En principe, un nom doit pouvoir varier en nombre. 
- Certains cependant ne sont utilisés qu'au pluriel : 
  - Les alentours ; les archives ; les bestiaux ; les condoléances ; les fiançailles ; les victuailles…

- Inversement, un certain nombre de noms ne connaissent que le singulier : 
  - L'argent ; la botanique ; la fragilité ; le midi ; le nord ; l'odorat ; le prochain…

- Enfin, certains noms s'emploient indifféremment au singulier ou au pluriel, sans que leur nombre soit sémantiquement modifié : 
  - Le cabinet / les cabinets ; un ciseau / des ciseaux ; un escalier / des escaliers ; une moustache / des moustaches ; la noce / les noces ; un pantalon / des pantalons…

### Principe de la formation du pluriel
En principe, le « s » final (muet) constitue la marque du pluriel (« es » au féminin pluriel) : 
- Le voisin / les voisins ; la voisine / les voisines ; un homme / des hommes ; un loup / des loups…

- Le « x » et le « z » constituent également la marque du pluriel. Donc, un mot déjà terminé par « s », « x » ou « z » au singulier reste invariable au pluriel : 
  - Un tas / des tas ; un autobus / des autobus...
  - Un choix / des choix ; un fax / des fax...
  - Un gaz / des gaz ; un nez / des nez...

### Exceptions au principe
Certaines exceptions sont purement orthographiques, sans incidence sur la prononciation, d'autres sont de nature phonétique. 

#### Exceptions purement orthographiques (pluriels en «x»)
- Les noms bijou, caillou, chou, genou, hibou, joujou et pou, font leur pluriel en « x » (les autres noms terminés par « -ou » font leur pluriel en « s ») : 
  - Un trou / des trous ; un pou / des poux…

- Les noms terminés par « -eau », « -au » ou « -eu » font leur pluriel en « x » (sauf bleu, émeu, lieu (le poisson), pneu, landau et sarrau, qui font leur pluriel en « s ») : 
  - Un bateau / des bateaux ; un fléau / des fléaux ; un jeu / des jeux ; un pneu / des pneus ; un bleu / des bleus ; un landau / des landaus…

#### Exceptions purement phonétiques
Quelques noms modifient leur prononciation sans constituer véritablement une exception du seul point de vue de l'orthographe : 
- Un os / des os ; un bœuf / des bœufs ; un œuf / des œufs…

#### Exceptions de nature phonétique et orthographique
Un certain nombre de noms produisent une modification phonétique aussi bien qu'orthographique. Il s'agit des pluriels en « -aux ». 
- Historiquement, la prononciation de la marque du pluriel a produit des modifications de la vocalisation, qui à son tour a été entérinée par l'orthographe. En particulier, les noms terminés en « -al » ou « -ail » ont été touchés, d'autant plus qu'ils étaient plus fréquemment utilisés : les « als » et « ails », se sont convertis en « au » dans la prononciation (les français assez vieux en 2004 pour se souvenir du « global-s » d'un homme politique célèbre pour son parler populaire, et des imitations qu'il a suscitées, comprendront mieux que d'autres cette évolution), et ont été munis d'un « x » (muet) comme marque du pluriel.

Ainsi, les noms terminés par « -al » se sont-ils trouvés munis d'un pluriel irrégulier en « -aux » (un journal, des journaux, etc.). Toutefois, les mots plus rarement prononcés au pluriel et moins populaires, ont conservé la forme régulière (des bals, des cals, des chacals, etc.). Depuis, on considère que l'exception est devenu la règle, et réciproquement. Y compris pour les adjectifs...
- Les noms en « -ail » font un pluriel en « s », sauf bail, corail, émail, soupirail, travail, vantail, et vitrail, qui font leur pluriel en « -aux » : 
  - Un éventail / des éventails ; un vitrail / des vitraux… 
    - Cependant, les graphies ails et aulx sont acceptées comme pluriel de ail ainsi que travails lorsqu'il est spécifiquement question du travail à ferrer.

- Les noms terminés en « -al » font leur pluriel en « -aux » (sauf aval, bal, banal*, cal, carnaval, chacal, choral, festival, jovial, mistral, narval, pal, récital, régal… qui font leur pluriel en « s ») : 
  - Un cheval / des chevaux ; un chacal / des chacals…
  - *Cependant : Un sujet banal / des sujets banals ; un moulin à ban ou un moulin banal / des moulins à ban ou des moulins banaux
  - Moyen mnémotechnique pour retenir certains pluriels en « -als » 
    - Dans mon pays natal
    - Où les gens sont pourtant jovials
    - Eut lieu, c'était fatal, un combat naval,
    - Heureusement ce fut le combat final
    - Parce qu'il faisait glacial.

### Cas particuliers

#### Pluriel des noms d'origine étrangère
Il y a beaucoup d'hésitations. Doit-on utiliser le pluriel résultant des règles du français, ou bien celui de la langue d'origine (marque d'exotisme), ou bien encore, laisser purement et simplement le mot au singulier et, éventuellement, entre guillemets ? 
En principe, si le mot est largement intégré à la langue française, c'est l'ajout du « s » qui est de rigueur : 
- Une villa / des villas ; un clown / des clowns ; un casino / des casinos…

Si ces mots ne sont pas totalement lexicalisés, on peut, soit les laisser invariables, soit utiliser le pluriel de la langue d'origine, mais ce dernier choix, généralement considéré comme une marque de pédanterie, est peu recommandé par les grammairiens : 
- Un lied / des lieder (des lieds) ; un box / des boxes (des box) ; un médium / des média (des médiums)…
  - On notera qu'en ce qui concerne ce dernier mot, les deux formes « médium / média » ont tendance à être associées à des sens différents : un médium (des médiums), désignant une personne ayant des pouvoirs surnaturels, un média (des médias), désignant plutôt un moyen de communication.

- Remarque à propos des rectifications orthographiques de 1990 : dans son rapport, le Conseil supérieur de la langue française fait la recommandation suivante : « Les noms ou  adjectifs d'origine étrangère ont un singulier et un pluriel réguliers »  (§ II.7) :
- Un jazzman / des jazzmans ; un ravioli / des raviolis ; un boss / des boss ; un kibboutz / des kibboutz ; un box / des box...

#### Mots avec doublepluriel
Trois cas particuliers : aïeul, ciel et œil, ont un double pluriel (avec des sens différents) : 
- Mon aïeul / mes aïeuls / mes aïeux.
  - Le pluriel aïeuls signifie grands-parents, tandis que le pluriel aïeux signifie ancêtres.

- Le ciel / les ciels / les cieux.
  - Le pluriel ciels a un sens concret et météorologique, tandis que le pluriel cieux a un sens abstrait, métaphorique et emphatique (il est réservé au champ lexical de la religion et de la poésie).

- L'œil / les œils / les yeux.
  - Le pluriel yeux a un sens strictement anatomique, tandis que le pluriel œils a un sens métaphorique et est réservé aux noms composés tels que des œils-de-perdrix, des œils-de-bœuf, etc. ou bien au terme œil en typographie.

#### Pluriel des noms composés
Il s'agit du pluriel des ensembles nominaux fixes : composés à traits d'union, composés unifiés ou locutions. 
- Les composés agglutinés
  - Les noms agglutinés font leur pluriel en suivant les règles habituelles : 
    - Un pourboire / des pourboires ; un portemanteau / des portemanteaux…

  - Mais les noms : bonhomme, gentilhomme, madame, mademoiselle, monseigneur et monsieur, font au pluriel : bonshommes, gentilshommes, mesdames, mesdemoiselles, messeigneurs (nosseigneurs) et messieurs.

- Les composés à traits d'union
  - Les composés à traits d'union, quant à eux, suivent des règles qui varient selon la catégorie de leurs constituants : 
    - Quand le composé est du type nom + nom (apposé ou coordonné), les deux éléments varient : 
      - Un chou-fleur / des choux-fleurs ; un oiseau-mouche / des oiseaux-mouches…

    - Quand le composé est du type nom + complément de nom déterminatif, seul le nom noyau prend la marque du pluriel : 
      - Un timbre-poste / des timbres-poste ; une eau-de-vie / des eaux-de-vie…

    - Quand le composé est du type nom + adjectif, les deux éléments varient : 
      - Un coffre-fort / des coffres-forts ; une sage-femme / des sages-femmes…

    - Quand le composé est du type verbe + complément, le verbe ne varie pas, et en ce qui concerne le nom, la règle est plutôt floue : 
      - Un cure-dent / des cure-dents ; un essuie-main / des essuie-mains…

    - Quand le composé est du type mot invariable + nom, seul le nom prend la marque du pluriel : 
      - Une arrière-boutique / des arrière-boutiques ; un sans-culotte / des sans-culottes…

    - Quand le composé est du type verbe + verbe ou phrase nominalisée, il reste invariable :
    - Un va-et-vient / des va-et-vient ; un m'as-tu-vu / des m'as-tu-vu…

- Remarque à propos des rectifications orthographiques de 1990 : dans son rapport, le Conseil supérieur de la langue française fait les recommandations suivantes (§ II.2) : « Les noms composés d'un verbe et d'un nom, ou d'un préposition et d'un nom, suivent la règle des noms simples, et prennent la marque du pluriel seulement quand ils sont au pluriel, cette marque est portée sur le second élément » : 
  - Un cure-dent / des cure-dents ; un abat-jour / des abat-jours ; un après-midi / des après-midis ; un sans-abri / des sans-abris ; un perce-neige / des perce-neiges ; un garde-meuble / des garde-meubles...
- « Cependant, quand l'élément nominal prend une majuscule ou quand il est précédé d'un article singulier, il ne prend pas de marque de pluriel » :
  - Des prie-Dieu ; des trompe-l'œil ; des trompe-la-mort...

- Les locutions
  - À l'instar des composés à traits d'union, les locutions posent de nombreux problèmes. Le principe est que dans ce type de composé, seuls les noms et les adjectifs peuvent prendre la marque du pluriel (le verbes, les pronoms et les mots invariables ne le peuvent pas). Mais il y a de nombreuses indécisions, et de nombreuses contradictions. De telles locutions sont parfois invariables. C'est souvent le sens qui, seul, indique quels éléments doivent porter la marque du pluriel : 
    - Une pomme de terre / des pommes de terre ; une toile d'araignée / des toiles d'araignée (d'araignées ? )...

#### Pluriel des abréviations, des noms tronqués, des sigles
Certaines abréviations redoublent leur lettre initiale pour marquer le pluriel. D'autres, celles qui conservent la dernière lettre du mot entier, prennent l'« s » du pluriel. Mis à part ces cas particuliers, les abréviations orthographiques restent habituellement invariables (les symboles des mesures, par exemple, le sont toujours) : 
- M. (Monsieur) / MM. (Messieurs) ; Mlle (Mademoiselle) / Mlles (Mesdemoiselles) ; p. 12-14 (pages 12 à 14) ; 100 km (cent kilomètres) ; 20 € (vingt euros) ; 3 l (trois litres)…

Les sigles sont normalement invariables, sauf s'ils sont écrits en minuscules (mais il s'agit alors d'acronymes), dans ce cas, ils sont ressentis comme des noms ordinaires et suivent alors la règle de l'accord : 
- Un P.C. / deux P.C. ; un RADAR / des RADAR ; un radar / des radars…

Les mots tronqués prennent généralement la marque du pluriel, surtout si leur lexicalisation est ressentie comme assurée : 
- Une télé / deux télés ; une auto / des autos ; un extra / des extras (des « extra » ? )…

#### Pluriel des noms propres
Les noms propres sont normalement invariables :
- Les Dupont, les Martin...
  - C'est-à-dire, les personnes nommées Dupont, Martin...

Cependant les noms de familles royales ou princières illustres (les dynasties) peuvent être mis au pluriel :
- Les Bourbons, les Capets, les Condés, les Flaviens, les Guises, les Horaces, les Plantagenêts, les Ptolémées, les Rohans, les Stuarts, les Tudors

Mais il n'est pas sûr que cette triste folie religieuse secoue ses grelots sur le trône des Capets. Voltaire

Les Capets régnaient, lorsque les autres souverains de l'Europe étaient encore sujets. Chateaubriand